# Goffstown (New Hampshire)
Goffstown – jednostka osadnicza w Stanach Zjednoczonych, w stanie New Hampshire, w hrabstwie Hillsborough.